# Koleolepas
Koleolepas es un género de crustáceos perteneciente a la familia Heteralepadidae.
Las especies de este género se encuentran en el suroeste de Asia. 
Especies: 
- Koleolepas avis Hiro, 1931
- Koleolepas tinkeri Edmondson, 1951
- Koleolepas willeyi Stebbing, 1900